# Amboasary (distrikt)
Amboasary District är ett distrikt i Madagaskar.   Det ligger i regionen Anosyregionen, i den södra delen av landet, 600 km söder om huvudstaden Antananarivo.